# 127689 Doncapone
127689 Doncapone este un asteroid din centura principală de asteroizi.

## Descriere
127689 Doncapone este un asteroid din centura principală de asteroizi. A fost descoperit pe 5 martie 2003 la Collepardo de Ugo Tagliaferri și Franco Mallia. Asteroidul prezintă o orbită caracterizată de o semiaxă mare de 2,29 ua, o excentricitate de 0,15 și o înclinație de 7,1° în raport cu ecliptica.